# Rangeerdeel

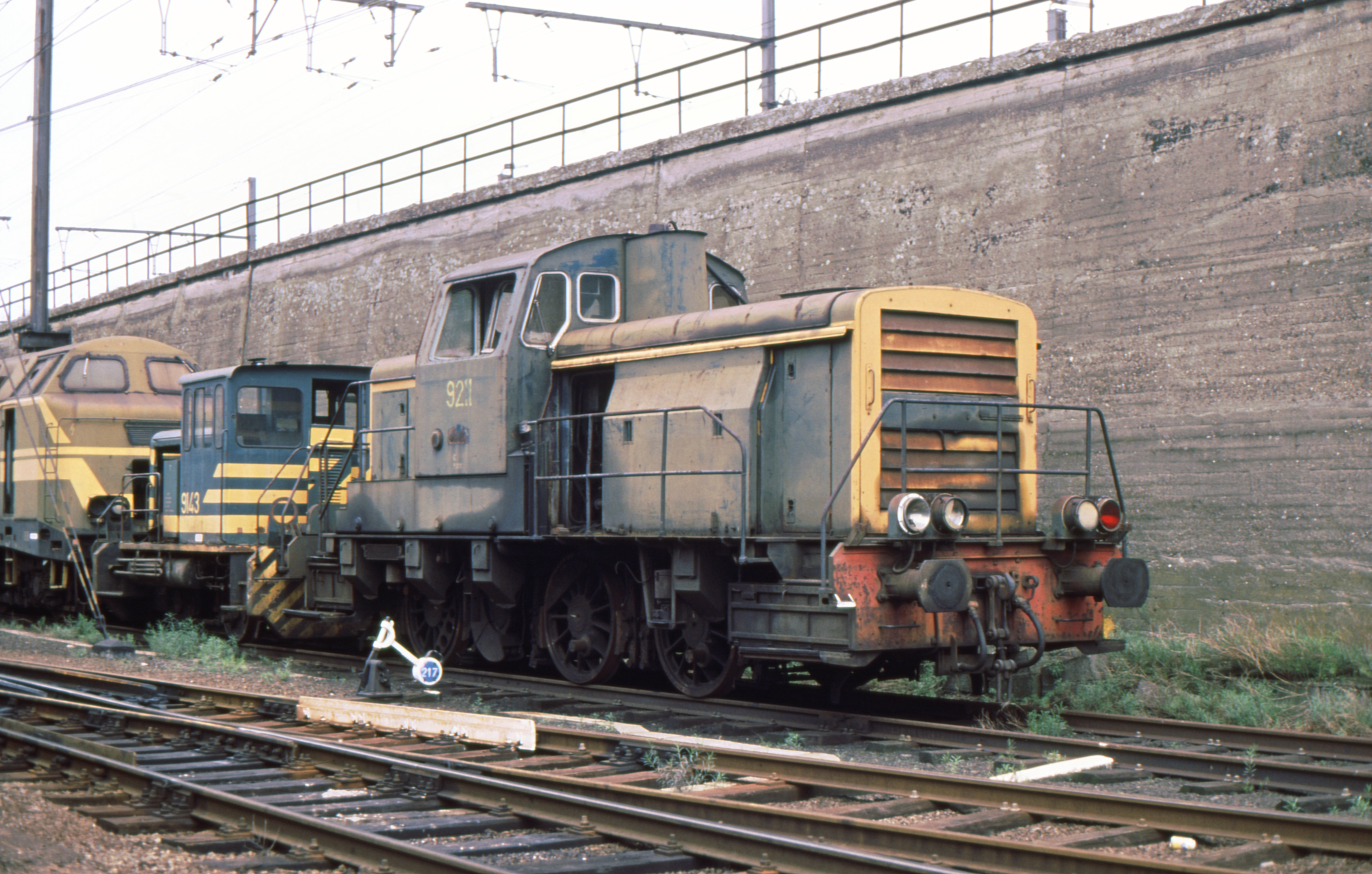
Een rangeerdeel van de NMBS.

Een rangeerdeel is een railvoertuig of een aantal gekoppelde railvoertuigen waarmee gerangeerd wordt. Dit wordt gedaan als een trein wordt samengesteld of als een trein op de plaats van bestemming is aangekomen en niet vanaf hetzelfde spoor naar een nieuwe bestemming vertrekt. 
Een rangeerdeel voert meestal andere verlichting dan een trein. In Nederland is dit één wit licht aan beide fronten van de rangerende krachtvoertuigen. Hierdoor kan men het verschil zien tussen een trein en een rangeerdeel.